# Thomas Ryum Amlie
Thomas Ryum Amlie (Binford, 17 de abril de 1897-Madison, 22 de agosto de 1973) fue un político estadounidense que se desempeñó como miembro de la Cámara de representante de Estados Unidos por Wisconsin.

## Biografía
Nacida en una granja cerca de Binford, Dakota del Norte, Amlie fue a la escuela secundaria en Cooperstown y luego a la Universidad de Dakota del Norte y la Universidad de Minnesota. Amlie recibió su título de abogado en la Facultad de Derecho de la Universidad de Wisconsin y ejerció la abogacía primero en Beloit, Wisconsin y luego en Elkhorn. El presidente Franklin D. Roosevelt nominó a Amlie a la Comisión de Comercio Interestatal, pero Amlie pidió que se retirara la nominación.
Elegido al Congreso como miembro del Partido Republicano de 1931 a 1933 y nuevamente de 1935 a 1939 como miembro del Partido Progresista de Wisconsin. Fue elegido representante del 1.º distrito congresional de Wisconsin en el 72.° Congreso de los Estados Unidos para reemplazar a Henry A. Cooper, quien había muerto en el cargo desde el 13 de octubre de 1931 hasta el 3 de marzo de 1933. Luego fue reelegido para los congresos 74 y 75 de los Estados Unidos y sirvió desde el 3 de enero de 1935 hasta el 3 de enero de 1939.
Amlie falleció en Madison, Wisconsin en 1973. A través de su hermano Hans, era el cuñado del periodista  Milly Bennett.